# Stäppfronten
Stäppfronten var en front i Röda armén under andra världskriget. 

## Slag

### Kursk
Kurskbågen försvarades i söder av Voronezjfronten och i norr av Centralfronten. Bakom kurskbågen hade Stäppfronten grupperats för att användas till anfallsoperationer när det tyska anfallet kört fast eller som förstärkning till det två försvarande fronterna. Stäppfronten under general Ivan Konev förfogade över 573 195 man, 9 211 kanoner och granatkastare, 1639 stridsvagnar och understöddes av 563 stridsflygplan.

#### Organisation
Frontens organisation vid slagets början.
- 5:e gardesarmén
- 5:e gardesstridsvagnsarmén
- 5:e flygarmén